# Crvuljak
Crvuljak, crvoliki apendiks (lat. apendix veriformis), je kratki šuplji deo creva (oblika crva po kome je i dobio naziv) koji se odvaja od slepog creva. Crvuljak, čija je prosečna dužina 9 cm, a debljina 5 mm, je za čoveka ostatak iz njegove evolutucione prošlosti, i nema značajnu funkciju u njegovom organizmu, što neki istraživači sve više osporavaju. Oni smatraju da u situacijama, kada se usled oboljenja, creva očiste od svih bakterija, pa i korisnih, tada ulogu preuzima crvuljak i naseljava crevni trakt svojim bakterijama. Naime istraživanja su pokazala da osobe bez apendiksa imaju četiri puta veću šansu da dobiju recidiv kolitisa uzrokovanog bakterijom Klostridijum dificile.
Komparativna anatomija je utvrdila je da osim čoveka, samo retke životinje, poput zeca, pacova i čovekolikog majmuna,
poseduju crvuljak.

## Terminologija
Naziv „slepo crevo", kojim se služi narod, a često i neki lekari, u svakodnevnom žargonu, koristi se da označi crvuljak a ne cekum ili slepo crevo odnosno onaj deo debelog creva koji se kao vrećica, slepo završava i u koji ulazi tanko crevo.
Prema tome ono što narod naziva slepim crevom je zapravo crvuljak koji izlazi iz debelog creva na mestu ili u blizini ušća tankog creva u debelo crevo.
Takođe zapaljenje crvuljka, koje je često oboljenje digestivnog sistema, nosi naziv apendicitis (lat. apendicytis), a zapaljenje slepog creva nosi naziv tiflitis (lat. typhlitis) i jako je retka bolest.

## Istorija
Crvuljak se ne spominje u ranim anatomskim zapisima, sve do njegove prve pojava na crtežima Leonarda da Vinčija iz 1472. godine, koji nisu objavljeni sve do 18. veka. Razlog tome je činjenica da su veliki antički anatomi poput Galena opise građe unutrašnjih organa čoveka vršili na osnovu disekcije majmuna koji nemaju crvuljak. Međutim smatra se da je crvuljak ipak bio poznat lekarima aleksandrijske škole i naslednicima Galena i Celsusa koji su ga međutim poistovećivali sa cekumom (slepim crevom).
Klinički opisi stanja koje odgovara bolesti crvuljka i stvaranju apendikularnog apscesa potiču još od Hipokrata koji je su u svojim delima opisao „stalan bol u trbuhu usled zapaljenjskog procesa u crevima".
Prvi zvanični anatomski opis crvuljka dao je Jacopo Berengario da Carpija, profesor anatomije i hirurgije u Bolonji, 1521. godine, smatrajući ga anomalijom slepog creva, poveden činjenicom da ga Galen nije spominjao u svojim radovima.
Osnivač moderne anatomije Andreas Vesalius (1514—1564), ilustrovao je crvuljak 1543. godine, kao fiziološku anatomsku strukturu, zahvaljujući činjenici da je izučavanje anatomije sprovodio na čoveku, a ne na životinjama kao što su to činili njegovi prethodnici. Andreas Vesalius, dopunio je opis crvuljka i priložio nekoliko ilustracija u svom čuvenom delu De Humani Corporis Fabrica objavljenom 1543. godine. Vesalius je insistirao na nazivu slepo crevo za crvuljak zbog njegovog slepog završetka, jer je po njemu „cekum imao tri otvora i komunikacije sa ileumom, kolonom i crvuljkom". Terminoloska konfuzija i nejasno definisanje slepog creva (cekuma) i crvuljka (apendiksa) prisutno je i u radovima francuskog hirurga Ambroaza Perea (1510—1590) iz 1582. godine.
Caspar Bauchin je 1579. godine postavio hipotezu o ulozi crvuljka kao rezervoara za feces ploda tokom intrauterinog života. Moguće je da je on zamenio crvuljak sa divertikulumorn koga je Johan Friedrich Meckel (1810—1894) opisao dvesta godina kasnije. I kada je najznačajniji anatom 18. veka, Giovanni Battista Morgagni (1687—1771), objavio 1719. godine značajnu anatomsku studiju ona je međutim, malo doprinela novom saznanju o građi crvuljka.

## Embriologija
Crvuljak, kao i slepo crevo, razvijaju se od srednjeg creva, čijom rotacijom i spuštanjem tokom embriološkog razvoja zauzimaju konačnu poziciju u desnoj ilijačnoj jami. Primordijalna struktura od koje potiču je označena kao cekalni divertikulum i predstavljena je slepom kesastom tvorevinom koja progresivno počinje da se razvija tokom šeste nedelje fetalnog života. Njen proksimalni deo koji je u kontinuitetu sa ostatkom debelog creva postepeno se uvećava i širi formirajući pravi cekum, dok se distalni deo elongira bez širenja i formira crvuljak.
Crvuljak počinje da se uočava u osmoj nedelji života i u početku, nalazi se na vrhu cekuma, međutim kasnije, kako cekum raste, crvuljak se pomera prema unutra, ka ileocekalnoj valvuli. Na rođenju, dijametar cekuma je 4,5 puta veći od dijametra crvuljka, dok je kod odraslog čoveka ta razlika i 8,5 puta veća.

## Funkcija
Funkcija crvuljka još uvek nije sasvim razjašnjena. Iako se smatra da je crvuljak nefunkcionalni rudiment, za rasprostranjeno limfno tkivo u zidu crvuljka, opisano je nekoliko njegovih značajnijih uloga u mukoznom imunitetu:
- Prema jednoj teoriji crvuljak ima stražarsku funkciju uzorkovanja antigenih struktura ingestiranog sadržaja, čemu u prilog govori i strateška pozicija crvuljka neposredno ispod Bauchini-jeve valvule.[10]
- Druga teorija je o migraciji B-limfocita iz crvuljka u laminu propriju udaljenih delova gastrointestinalnog trakta, gde u folikulima dolazi do njihove transformacije u IgA sekretujuće plazmocite.[11]
- Treća teorija navodi funkciju crvuljka kao rezervoara za koliformne bakterije koje bivaju reinokulirane u kolon u uslovima narušene flore.[12]

Kako je limfno tkivo creva označeno kao GALT (eng. gut-associated lymphoid tissue) i deo je sveukupnog mukoznog limfnog tkiva označenog kao MALT (eng. mucosal-associated lymphoid tissue) crevni sistem sadrži ogromnu količinu bakterija, koje su od limfnog tkiva u zidu creva odvojene samo jednoslojnim epitelom.

## Anatomija
Crvuljak, kao što mu sam naziv kaže je crvolika, izvijugana struktura, koja pripada slepom crevu, delu debelog creva, odnosno delu digestivnog trakta čoveka. 
Najčešće polazi otvorom od zadnje-unutrašnje strane slepog creva (cekuma), koji se nalazi na 1 do 2,5 cm ispod ilealnog otvora, gde se terminalni ileum uliva u slepo crevo, i visi na dnu slepog creva, kao privezak. 
Otvor crvuljka ponekad je zatvoren mukoznim naborom koji formira valvulu.
Topografija, pozicija i odnosi

Ispred cekuma se nalazi trbušni zid, veliki omentum i vijuge ileuma. Pozicija cekuma varira u odnosu na položaj tela, disanje, tonus trbušne muskulature, kao i ispunjenost crevnih vijuga sadržajem. Od vrha cekuma, koji je jedino relativno fiksiran deo, crvuljka se može protezati u bilo kom pravcu, a vrh crvuljka može biti pripojen za bilo koji unutartrbušni organ osim slezine.
Otvor crvuljka u slepom crevu (cekumu) nalazi se na njegovom unutrašnjem, zadnjem, spoljašnjem i prednjem zidu i uvek ispod ilealnog otvora.
Na prednjem trbušnom zidu on se prezentuje u predelu Lanzove topografske tačke koja odgovara spoju desne i srednje trećine bispinalne linije. Međutim snažnim pritiskom u predelu Mekburnijeve tačke može se izazvati snažan bol kod zapaljenja crvuljka (apendicitisa).
U većini slučajeva crvuljak leži u desnoj ilijačnoj jami, međutim u odnosu na slepo crevo evidentiran je i polazak crvuljka sa donjeg, najnižeg dela cekum, koji može da se pruža: Opisuje se pet mogućih položaja crvuljka u trbuhu, od kojih može da zavisi klinička prezentacija apendicitisa:
- retrocekalni (64,0—65,3),
- descedentni/pelvični (31,0—32%),
- subcekalni (2,0—2,3%),
- preilealni (1,0%),
- postilealni (0,4—0,5%).

Od nivoa donje ivice jetre crvuljak se spušta u desnu bedrenu jamu.
Prevalencija različitih položaja crvuljka varira u različitim populacijama, pa je tako retrocekalni položaj crvuljka je najčešći u Gani i Sudanu (67,3% i 58,3%), dok je u Iranu i Bosni karlični položaj najčešći (55,8% i 57,7%).
Morfologija crvuljka
Crvuljak ima tubularni oblik sa jednom do dve vijuge, a retko je prav. Dužina koja mu prosečno iznosi oko 9 cm, može da varira od jako kratkog (2 cm) do jako dugog (20 cm), kao i u debljina koja se kreće od 0,5 do 1,0 cm. U starijoj životnoj dobi njegov lumen često obliterira.
Mezenterijum crvuljka
Mezenterijum koji spaja slepo crevo (cekum) sa bazom crvuljka, poseduje kratak opornjak, mezoapendiks (u kome su sadržani pripadajući krvni, limfni sudovi i nervi), koji je pričvršćen za ilealni deo mezenterijuma i pokretan je.
Vaskularizacija
Od ileokolične arterije, ilealne grane ili cekalne arterije, može da potiče apendikularna arterija. Iako je apendikularna arterija samo jedna, postoje izvoori i o postojanju dve apendikularne arterije. Baza crvuljka može biti ishranjivana osim apendikularnom arterijom i malim granama prednje ili zadnje cekalne arterije.
Vena crvuljka se pridružuje cekalnoj veni da bi nastala ileokolična vena, koja je potom deo sliva desne količne vene. 
Limfni sistem
Crvuljak ima brojne limfne sudove. Najmanje 8 — 15 limfnih sudova prolaze kroz mezenteriolum crvuljka i završavaju se u donjoj i gornjoj grupi ileokoličnih čvorova. Ileokolični čvorovi se dreniraju u gornje mezenterične, a oni potom u celijačne čvorove. 
Inervacija
Simpatička i parasimpatička inervacija crvuljka potiče od gornjeg mezenteričnog pleksusa. Aferentna, senzorna vlakna za koje se smatra da sprovode visceralni bol crvuljka, prate simpatička vlakna i ulaze u kičmenu moždinu na nivou desetog grudnog pršljena. 

## Histološka građa
Histološka građa crvuljka je slična građi debelog creva i sadrži sve slojeve u pravilnom rasporedu:
- Mukoza — koja se sastoji od jednoslojnog epitela i ima karakterističnu građu, različitu od debelog creva (kolona), sa mnogo većim brojem ćelija koje sadrže IgG.[24]
- Lamine proprije (lat. lamina propria mucosae), koja formira varijabilno raspoređene kripte, koje sadrži obilje migratornih ćelija, često slivenih u limfoidne agregate, koji se šire u submukozu, narušavajući njen kontinuitet lamine muskularis mukoze (lat. laminae muscularis mucosae)
- Submukoza,
- Tunike muskularis (lat. tunica muscularis),
- Seroza.

Glavno histološko obeležje crvuljka jesu brojni udruženi sekundarni limfni čvorovi koji ispunjavaju veći deo sluznice i submukoze, koji lako podležu zapaljenju (appendicitisu). Zbog osobine da se lako upali često se naziva i trbušni krajnik (lat tonsilla intestinalis). Za razliku od raštrkanih limfnih čvorova u zidu debelog creva, crvuljak, naročito kod dece, sadrži organizovane limfoidne agregacije koje se prostiru čitavom cirkumferencijom crvuljka, menjajući konture
lumena.
U limfnom tkivu crvuljka opisuju se:
- Folikuli, koji poseduje germinativni centar sa polimorfnom ćelijskom populacijom od malih i velikih B-limfocita različitog stepena maturacije, T-helper limfocita i makrofaga.
- Interfolikularne zone, koje predominantno sadrže T-limfocite, sa odnosom 8:1 između T-helper i T-regulatornih (supresorskih) limfocita.
- Mešovite ćelijske zone, koje su između epitela i limfnih folikula, čine heterogene ćelije sastavljene od T i B-limfocita, makrofaga i plazmocita.
- Folikulima pridruženi epitel.

U veoma retkim slučajevima crvuljak možda uopšte nije prisutan sa prevalencijom 1 na 100.000).

## Klinički značaj
Uobičajene bolesti crvuljka (kod ljudi) su zapaljenje crvuljka i karcinoidni rak ili tumor (karcinoid crvuljka koji čini oko 1 od 200 svih gastrointestinalnih maligniteta.).  U retkim slučajevima prisutni su i adenomi.

### Zapaljenje crvuljka
Zapaljenje crvuljka ili apendicitis je stanje koje karakteriše zapaljenjski proces u crvuljku. Bolest najčešće počinje bolom u središnjem delu trbuha, što odgovara razvoju crvuljka kao delu embrionalnog srednjeg creva. Ovaj bol je tipično tup, slabo lokalizovan, visceralnog tipa.
Kako zapaljenje napreduje, bol počinje da se jasnije lokalizuje u desnom donjem kvadrantu, jer se peritoneum upali. Ovo peritonealno zapaljenje, ili peritonitis, dovodi do povratne osetljivosti (bol nakon uklanjanja pritiska umesto pritiska). Konkretno, pojavljuje se na McBurneievoj tački, 1/3 puta duž linije povučene od prednje gornje ilijačne kičme do pupka. Tipično, tačkasti (kožni) bol nije prisutan sve dok se parijetalni peritoneum takođe ne upali. Groznica i odgovor imunog sistema su takođe karakteristični za upalu slepog creva.  Ostali znaci i simptomi mogu uključivati mučninu i povraćanje, nisku temperaturu koja se može pogoršati, zatvor ili dijareju, nadimanje u stomaku ili nadimanje.
Upala crvuljka obično zahteva uklanjanje zapaljenog slepog creva, u apendektomiji koja se izvodi metodom laparotomije ili laparoskopije. U nedostatku hirurških objekata, intravenski antibiotici se koriste za odlaganje ili izbegavanje početka sepse. U nekim slučajevima, zapaljenje crvuljka se konzervativnim metodama potpuno rešava; ili što je češći slučaj dolazi do formiranja inflamatorna masa oko slepog creva, koja je relativna kontraindikacija za operaciju.
Ako se adekvatno i pravovremeno ne leči, crvuljak može da pukne, što dovodi do izliva gnojne mase u peritonealnu šupljini i pojave peritonitisa, praćenog šokom i, koji ako se ne leči, završava smrću.

### Značaj crvuljka u hirurgiji
Hirurško uklanjanje crvuljka naziva se apendektomija. Ovo uklanjanje se obično izvodi kao hitna procedura kada pacijent pati od akutnog zapaljenja crvuljka  
Crvuljak se takođe koristi za rekonstrukciju eferentnog urinarnog kanala, u operaciji poznatoj kao Mitrofanov postupak, kod ljudi sa neurogenom bešikom.
Crvuljak se takođe koristi kao sredstvo za pristup debelom crevu kod dece sa paralizovanim crevima ili velikim problemima rektalnog sfinktera. U ovoj intervenciji crvuljak se izvlači na površinu kože i dete/roditelj tada može da pričvrsti kateter i lako ispere debelo crevo (normalnom defekacijom) koristeći odgovarajući rastvor.

## Spoljašnje veze
- The vestigiality of the human vermiform appendix A modern reappraisal (језик: енглески)

|  | Molimo Vas, obratite pažnju na važno upozorenje u vezi sa temama iz oblasti medicine (zdravlja). |